# Малахово (Омский район)
Малахово — деревня в Омском районе Омской области, в составе Покровского сельского поселения.

## История
Основана в 1919 году. В 1928 г. община Малаховых состояла из 14 хозяйств, основное население — русские. В составе Шпехтовского сельсовета Бородинского района Омского округа Сибирского края.

## Население
| 2006 | 2010 |
| ---- | ---- |
| 171  | ↗172 |